# Budget de l'État japonais

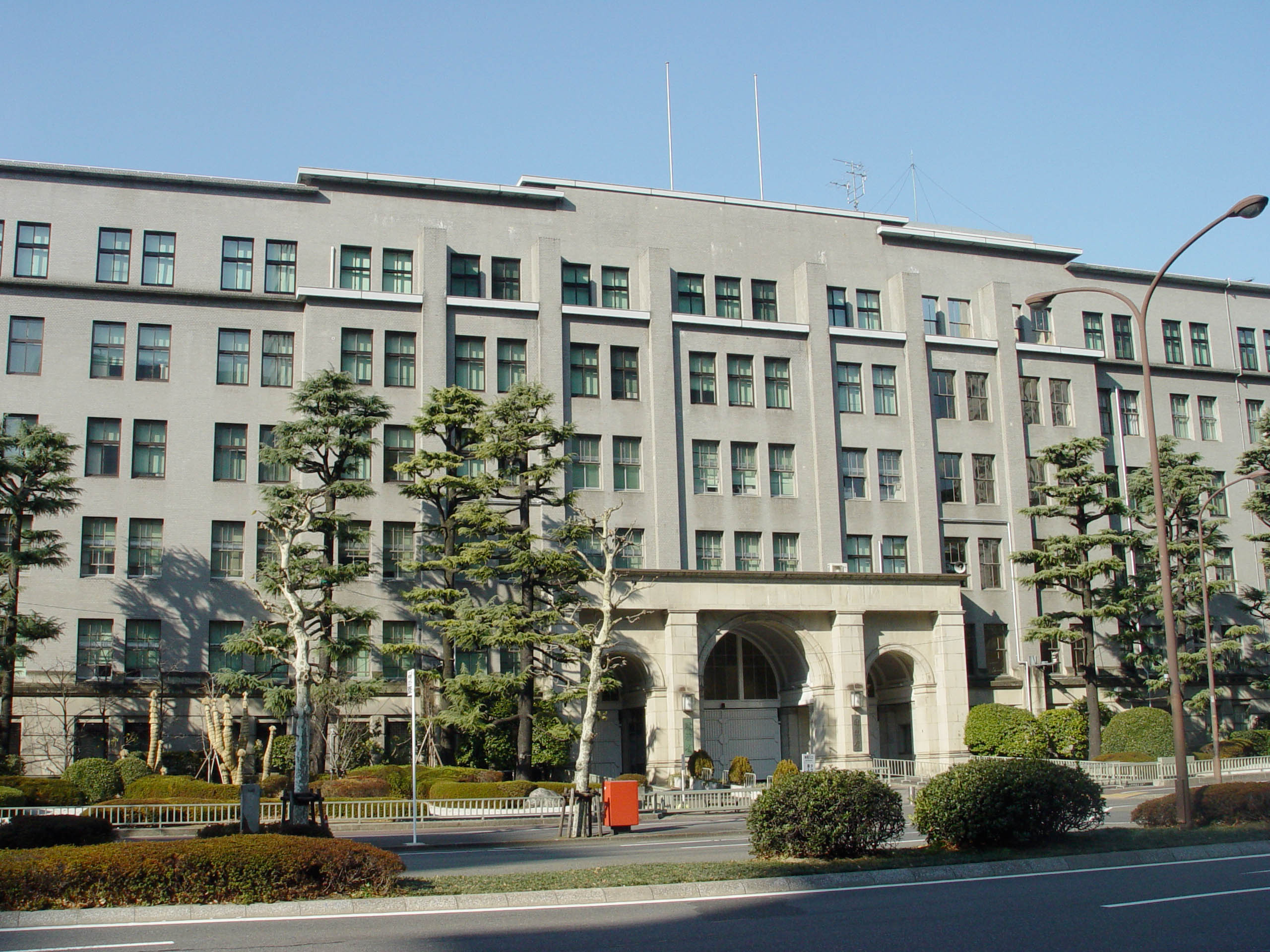
Siège du ministère japonais des Finances, 3-1-1 Kasumigaseki, Chiyoda-ku, Tōkyō-to en décembre 2005.

L'administration japonaise a actuellement le deuxième budget de l'État au monde après celui du budget fédéral des États-Unis grâce à sa puissante économie mais la dette publique du Japon représente, début 2021, 266 % du produit intérieur brut contre en 2013 plus de 245 %.

## Caractéristiques

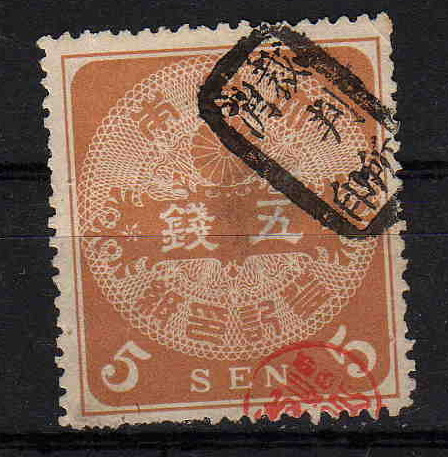
Timbre fiscal de 5 sen de 1888.

Il est présenté auparavant par le ministère du Trésor (大蔵省, Ōkura-shō) de la Cour impériale de Kyōto fondé lors de la réforme de Taika entre 645 et 649. Celle-ci déménage à Tokyo en 1868 puis, à partir de 1889, devient une administration du nouveau Cabinet fondé par la Constitution. Elle est renommée ministère des Finances (財務省, Zaimu-shō) par la réforme du gouvernement central votée en 1998 et appliquée en 2001. Ce budget doit être approuvé par la Diète du Japon.
L'année fiscale au Japon commence au 1er avril.
Le budget de l'État se compose de deux parties (sans parler des comptes des affectations spéciales), le budget général (ippan yosan) et les investissements et prêts du Trésor (Saysi Tōyūshi).
Ensemble, ils correspondent au début des années 1990 à entre 22 et 24 % du PNB; le premier qui correspond au budget proprement dit est financé par les recettes fiscales et les emprunts correspond à cette période à 1/7 du PNB tandis que le second est alimenté par les dépôts des caisses d'épargne et les contributions à l'assurance vieillesse pour entre 6,4 et 9,4 % du PNB.

## Historique

### Époque d'Edo
À la fin de l'Époque d'Edo (1603-1868), le Japon compte 256 fiefs dont les richesses vont de dix mille à un million de koku. Le shogun prélève aux alentours de six millions de koku sur une production nationale de d'environ 256 millions.

### L'ère Meiji (1868-1912)
La première monnaie étatique, le yen, a été fondée par une loi du 10 mai 1871, pour remplacer le ryō, ce qui permit l’installation d’un système de taxes à l’échelon national.
Le budget de l’État japonais explose passant entre 1893 et 1897 de 89 à 240,5 millions de yens (un yen valant alors 2,5 francs français) dont 55 % sont, la dernière année, consacré au budget de la défense, pourcentage qui est alors le plus élevé des grandes puissances.
À la suite de la guerre sino-japonaise de 1894-1895, le Japon reçoit de la Chine lors du traité de Shimonoseki des réparations d'un montant d'environ 360 millions de yens qui représente trois fois le budget annuel de l'État. Ce transfert d'or apporte suffisamment de réserves pour que le Japon établisse un véritable régime d'étalon-or qui est adopté le 29 mars 1897. Il promulgue en 1897 la loi sur la frappe des monnaies qui fixe les parités de change par rapport au dollar américain et à la livre sterling à partir du pair or (un yen = 750 milligrammes d'or fin, soit un yen = 49 7/8 cents, et un yen = 2 9/12 shillings). Le yen est donc dévalué approximativement de moitié par rapport au pair initial de l'ère Meiji.
La guerre russo-japonaise de 1904-1905 est financé par des prêts occidentaux, majoritairement britannique, et coûta 6 années du budget de l'état. Le prêt de la banque de Jacob Schiff permet aux emprunts du gouvernement japonais d'entrer dans les marchés internationaux.
Voici les budgets russe et japonais en 1903-1904, avant l'entrée en guerre, établis en francs français au cours de 2 fr. 67 pour le rouble et de 2 fr. 55 pour le yen :
| Recettes ordinaires (millions de francs) | Recettes ordinaires (millions de francs) | Recettes ordinaires (millions de francs) | Dépenses ordinaires (millions de francs) | Dépenses ordinaires (millions de francs) | Dépenses ordinaires (millions de francs) |
|                                          | Russie                                   | Japon                                    |                                          | Russie                                   | Japon                                    |
| ---------------------------------------- | ---------------------------------------- | ---------------------------------------- | ---------------------------------------- | ---------------------------------------- | ---------------------------------------- |
| Contributions directes                   | 360                                      | 156                                      | Maison impériale (liste civile)          | 43                                       | 8                                        |
| Contributions indirectes                 | 1 124                                    | 247                                      | Affaires étrangères                      | 16                                       | 5                                        |
| Droits et taxes                          | 277                                      | 35                                       | Intérieur                                | 307                                      | 28                                       |
| Droits régaliens                         | 3 073                                    | 135                                      | Finances                                 | 993                                      | 48                                       |
| Divers                                   | 451                                      | 18                                       | Dette publique                           | 772                                      | 107                                      |
| Total                                    | 5 285                                    | 591                                      | Armée                                    | 964                                      | 97                                       |
| Extraordinaires                          | 531                                      | 51                                       | Marine                                   | 304                                      | 56                                       |
| Total général                            | 5 816                                    | 642                                      | Justice                                  | 136                                      | 28                                       |
|                                          |                                          |                                          | Instruction publique                     | 117                                      | 13                                       |
|                                          |                                          |                                          | Agriculture et commerce                  | 133                                      | 8                                        |
|                                          |                                          |                                          | Communications                           | 1 263                                    | 56                                       |
|                                          |                                          |                                          | Divers                                   | 202                                      | «                                        |
|                                          |                                          |                                          | Total                                    | 5 250                                    | 454                                      |
|                                          |                                          |                                          | Extraordinaires                          | 566                                      | 168                                      |
|                                          |                                          |                                          | Total général                            | 5 816                                    | 622                                      |

### L'ère Shōwa (1926-1989)

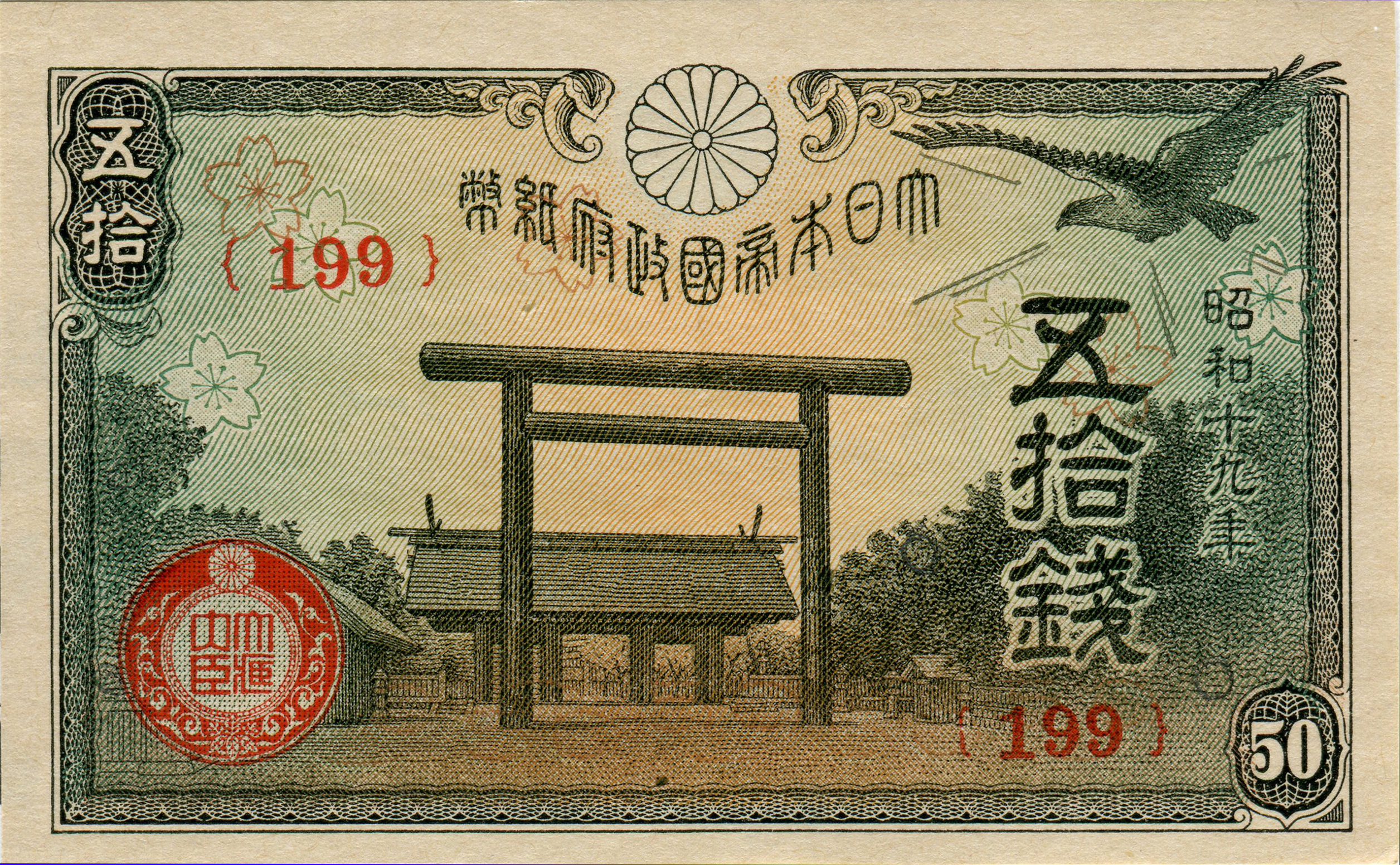
Billet de cinquante sen représentant le sanctuaire Yasukuni. Les fractions du yen sont officiellement abolies le 15 juillet 1953.

Korekiyo Takahashi devient ministre des Finances après l'assassinat de l'ancien ministre Junnosuke Inoue en 1932 alors que la crise de 1929 touche fortement le Japon et que les ultra-nationalistes font prévaloir leurs points de vue. À peine installé, il abandonne l'étalon-or et laisse flotter le yen à la baisse. Celui-ci perdra 40 % en un an.
La situation politique se tend alors et dans ces années 1930, des tentatives de coup d'État se succèdent. Après les assassinats de incident de la Ligue du sang en 1932, il y a des complots éventés. Le poids du budget militaire dans le budget de l'État ne cesse de progresser alors que celui ne cesse d'augmenter : 27 % en 1927, ~ 30 % en 1931 soit environ cinq cents millions de yens 35 % en 1933, 46 % en 1936, ~70 % en 1937 soit quatre milliards de yens. En 1936, on assiste à un véritable coup d'État militaire appelé l'incident du 26 février. Au matin, les militaires de la Kōdōha investissent les ministères et assassinent Takahashi à son tour ainsi qu'un certain nombre de dignitaires du régime. Ces militaires s'opposent à une faction rivale, la Tōseiha, et souhaitent établir une dictature impériale ainsi que l'élimination des conglomérats commerciaux (zaibatsu). La révolte est matée trois jours plus tard sur ordre personnel de Hirohito, qui menace de prendre la tête de l'armée.

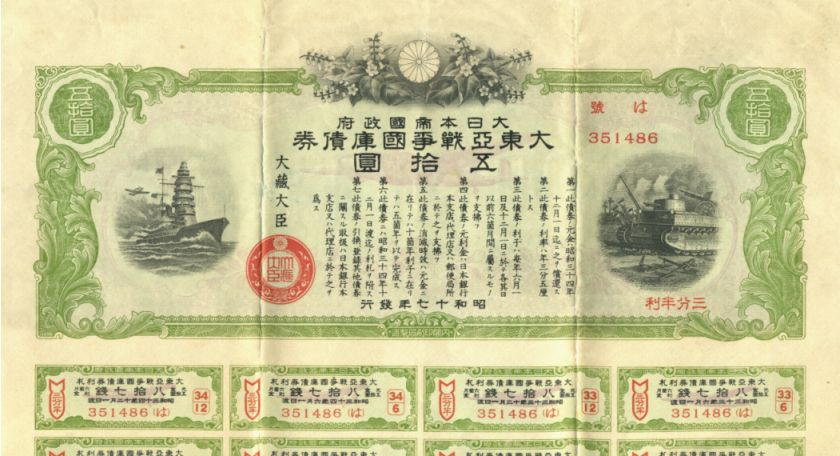
Bon de guerre japonais émis durant les campagnes du Pacifique.

En mars 1938, la loi sur la mobilisation nationale confirme la mainmise des militaristes sur la vie politique et économique qui se sont lancés à la conquête de la Chine commençant la longue guerre du Pacifique.
Le 1er février 1940, le budget militaire représente environ la moitié du budget national.
Le 7 décembre 1941, l'attaque est lancée contre les États-Unis, l'empire britannique et les Indes orientales néerlandaises dans le but de fonder la Sphère de coprospérité de la grande Asie orientale. Après des grands succès initiaux et la prise de contrôle d'immenses territoires riches en ressources naturelles qu'elle exploita avec, entre autres l'utilisation de la monnaie d'invasion japonaise, ainsi que leurs populations, avec férocité. la contre-attaque alliée et le bombardement stratégique intensif de l'archipel conduisit à la ruine de ses grandes villes et de son appareil de production. À la capitulation du Japon, celui-ci avait perdu entre 2 620 000 et 3 120 000 habitants (entre 3,67 % et 4,37 % de sa population estimée en 1939 à 71,38 millions d'habitants).
Dès le 4 avril 1947, les États-Unis soucieux de favoriser une reconstruction rapide de l’économie du pays, suspendent le paiement des réparations japonaises et de cette date à février 1948, la dévaluation du yen par rapport au dollar, le rétablissement de l’équilibre budgétaire, la reconstitution des chantiers navals, les faveurs faites de nouveau aux grandes entreprises pour des raisons de rationalisation de la production provoquent les conditions du redressement.

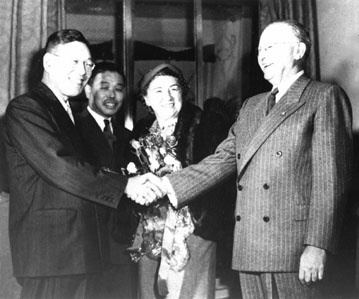
Le ministre des finances Hayato Ikeda en réunion avec l'ambassadeur Joseph Dodge en 1948.

Le plan Dodge d'assainissement économique du Japon imposé par les États-Unis le 15 avril 1949 lutte avec succès contre l'inflation et aboutit à un yen de nouveau fortement et délibérément sous-évalué de l'ordre de 20 % de son cours marchand (360 yens pour un dollar) stimulant la reprise des exportations.
En 1950, le PNB par habitant du Japon était de 1 061 dollars (valeur en 1980) par habitant contre 6 330 dollars (valeur en 1980) par habitant aux États-Unis. En 1980, celui-ci était au Japon de 8 900 dollars (valeur en 1980) et aux États-Unis de 11 500 dollars (valeur en 1980).

### Les années 1990

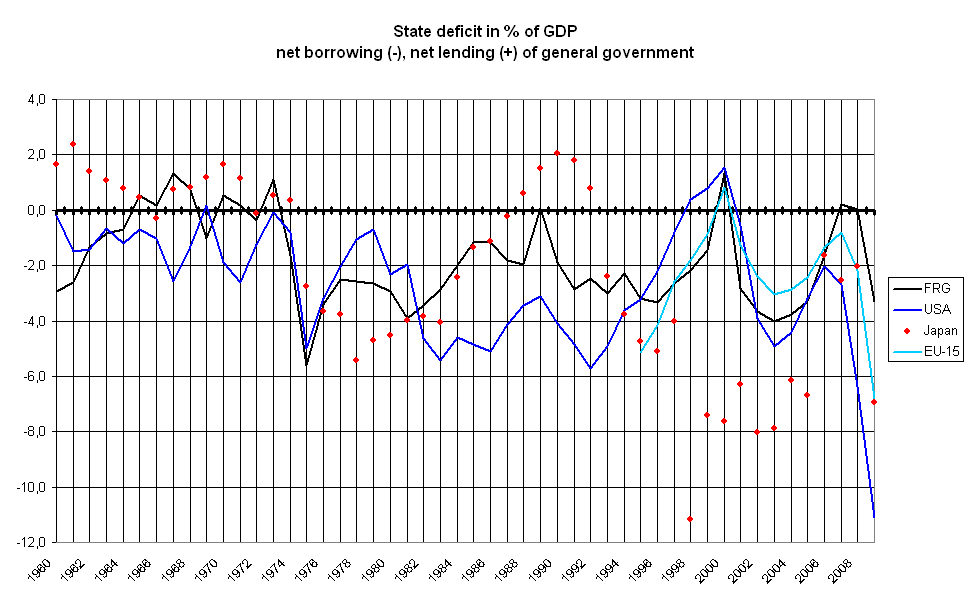
Capacité (+) ou besoin (-) de financement des administrations publiques en % du PIB du Japon, des États-Unis, de la République fédérale d'Allemagne de 1960 à 2006, et de l'Union européenne à 15 à partir de 1995.

L'éclatement de la bulle spéculative japonaise en 1990 amena la fin d'une période d'expansion (3,7 % d'augmentation en moyenne du PIB dans les années 1980) et le début de la « décennie perdue ».
Le Japon devient à cette période le plus fragile des membres du G7 en matière de déficit budgétaire et d'endettement.
Entre 1992 et 2003, le PIB augmenta en moyenne de 0,87 % par an et treize plans de relance furent lancés pour un total de 140 000 milliards de yens.
En 1997, les créances douteuses firent trébucher les institutions financières.
L'État japonais prévoit des plans à hauteur de 60 000 milliards de yens et intervient en mars 1998 et en mars 1999 en injectant de l'argent dans le système bancaire tandis que le système postal d'épargne finance le déficit public. Sur les 42 802 milliards de yens effectivement dépensés, 24 673 sont recouvrés en mars 2008. Le coût global pour l'économie du sauvetage du système bancaire a été de 24 % du PIB en 1993 et 2003.

### Gouvernement Jun'ichirō Koizumi (2003-2006)
Le premier budget que présente Sadakazu Tanigaki, ministre des finances sous les 87e, 88e et 89e Cabinets du premier ministre du Japon Jun'ichirō Koizumi pour l'année fiscale 2004) est « virtuellement stable », s'établissant au total à 82,11 billions de yens de dépenses, soit une croissance d'à peine 0,4 % par rapport à celui du budget 2003, et proposant notamment des coupes dans les secteurs des travaux publics (-3,5 % pour la troisième année consécutive), l'éducation (-5,9 %), l'aide officielle au développement (-4,8 %, la cinquième baisse d'affilée pour atteindre le taux le plus bas depuis quinze ans) et la défense (-1 %, la seconde après celle de 2003 et la plus forte qu'aient connu les Forces japonaises d'autodéfense), tandis que seule la sécurité sociale connaît une hausse significative de ses dépenses (+ 4,2 %). Le budget pour l'année 2005 reprend les mêmes principes en les renforçant avec une hausse légère des dépenses de l'État (à 82,18 billions de yens, soit à peine 0,1 % de plus qu'en 2004 pour les dépenses totales et une baisse de 0,7 % des pertes comptables générales) et des réductions dans tous les secteurs à l'exception de la sécurité sociale (celle-ci connaissant toutefois une croissance plus faible de ses dépenses que l'année précédente, à +2,9 %) et des intérêts de la dette nationale (qui coûtent cette année-là 5 % supplémentaires à l'État japonais en raison d'une augmentation des obligations en circulation).
Le budget 2006 est l'aboutissement de sa politique de rigueur puisqu'il est le premier en huit ans à passer sous la barre des quatre-vingts billions de yens pour s'établir à 79,69 billions (soit une baisse générale de plus de 3 % des dépenses par rapport à celui de 2005), avec notamment une émission des obligations gouvernementales ramenées en dessous des trente billions de yens (à 29,97 billions exactement, soit une décrue de près de 13 % en un an) pour la première fois en cinq ans, des coupes pratiquement généralisées (y compris dans le secteur de la sécurité sociale) et une baisse des subventions aux collectivités locales tout en envisageant une possible hausse des impôts (en particulier de la taxe de la consommation) sans la rendre effective,.
Cette politique, ajoutée à l'amélioration de la conjoncture économique générale du pays qui entraîne une hausse des rentrées fiscales, permet au déficit public de se contracter durant le passage de Sadakazu Tanigaki au ministère des Finances, sans arriver toutefois jusqu'à un renversement total de la tendance et à un retour à l'excédent : alors qu'il avoisinait les 8 % du Produit intérieur brut avant son arrivée (pour les années fiscales 2002 et 2003), il n'en représente plus que moins de 2,5 % en 2006, tandis que la dette publique brute se stabilise (sans décroître) aux alentours de 180 % du PIB à partir de la mi-2005. En juin 2006, quelques mois avant le retrait annoncé du pouvoir de Koizumi, Tanigaki et le gouvernement présentent un plan de réforme budgétaire dont le but est de retrouver un excédent primaire d'ici 2011 et reprenant l'essentiel des idéaux du ministre, en prévoyant notamment une hausse des revenus de l'État de seize billions de yens sans émission supplémentaire d'obligations gouvernementales par une hausse des impôts (et en particulier de la taxe sur la consommation) et la continuation des coupes budgétaires passant par une réforme des finances publiques locales (en réduisant le pourcentage des revenus fiscaux nationaux transférés aux gouvernements des collectivités ou encore en diminuant les salaires des fonctionnaires territoriaux).

### Budget de crise (2007-20xx)
À la suite de la crise financière de 2007-2010, les divers gouvernements japonais annoncent, au fil des années, plusieurs plans.
Le 28 août 2008, le gouvernement Asō annonce d'un premier plan de relance économique de 73 milliards d'euros (taux de change de l'époque) pour soutenir consommateurs, agriculteurs et entreprises face aux prix élevés du pétrole et des produits de base (denrées alimentaires et métaux). Les aides aux PME, qui assurent 70 % des emplois sont substantielles.
le 30 octobre 2008, un deuxième plan de 260 milliards de dollars (207 milliards d'euros) est annoncé pour relancer la consommation (réductions fiscales, aides directes aux ménages, allocations familiales ou vieillesse, prêts immobiliers bonifiés) et devant permettre à terme une hausse de la taxe sur la valeur ajoutée.
Le troisième plan du 12 décembre 2008 est de 192 milliards d'euros consistant essentiellement en des baisses d'impôts, et des aides aux travailleurs temporaires récemment licenciés.
Le budget initialement prévu pour 2009 par comprenait 88,55 billions de yens (720 milliards d'euros) de dépenses; 55,25 billion de recettes dont 46,1 billions de revenus de l'imposition mais celui-ci, à la suite de la crise avait prévu dans un quatrième plan annoncé le 27 janvier 2009 des dépenses supplémentaires d'un montant de 14,7 billion de yen (quarante milliards d'euros) devant notamment financer le versement d'aides en argent liquide à chaque ménage, et l'injection de capitaux publics dans les entreprises de tous les secteurs de l'économie menacées par la crise économique.
Yukio Hatoyama, nommée premier ministre le 18 septembre 2009, annonce le gel de 2 925 milliards de yens de ce budget supplémentaire.
Avec un PIB nominal de 474 924 milliards de yens (5 075 milliards de dollars) en 2009 en baisse de 5 % par rapport à 2008 à la suite de la crise économique de 2008-2010 ; Le gouvernement Yukio Hatoyama annonce, en décembre 2009, un plan de relance de 24 400 milliards de yens, soit 184 milliards d'euros dont 7 200 milliards de yens (54,5 milliards d'euros) de dépenses directes portant le déficit pour l'année fiscale en cours à dette émise au cours du présent exercice au montant record de 53 500 milliards de yens. Les dépenses pour l'année fiscale 2009 serait au total de 105 billions de yens.
Le budget pour l'année fiscale 2010 (avril 2010 à mars 2011) proposé par Naoto Kan, vice-premier ministre et ministre des finances, prévoit 92,300 billions de dépenses (754 milliards d'euros au taux de change en vigueur à cette date), 48 billions de recettes dont 37,4 de revenus de l'imposition. Voté le mercredi 21 avril, il prévoit une hausse de 9,8 % des dépenses sociales, tandis que celles destinées aux travaux publics vont chuter de 18,3 % et atteindre leur plus bas niveau en trente-deux ans. Le gouvernement prévoit d'émettre plus de 44 300 milliards de yens (363 milliards d'euros) de bons du trésor. En sus de ce budget initial, le gouvernement demande le 7 octobre 2010 un additif au budget de 5 050 milliards de yens (44 milliards d'euros) afin de stimuler une économie mise en difficulté par la déflation et la montée du yen.
Le désastre causé par le séisme du 11 mars 2011 de la côte Pacifique du Tōhoku dont les dégâts sont estimés à 25 000 milliards de yens (210 milliards d'euros) et la reconstruction des zones dévastées fait augmenter le budget pour les années à venir. Un premier octroi de fonds de 4 000 milliards de yens (33 milliards d'euros) a été voté le 2 mai 2011.
| Compte général : dépenses                         | AF 2009 initiale                       | AF 2010 initiale |
| ------------------------------------------------- | -------------------------------------- | ---------------- |
| Dépenses générales (en milliards de yens)         | 51,73                                  | 53,45            |
| Dépenses en travaux publics                       | 7,07                                   | 5,77             |
| Dépenses en sécurité sociale                      | 24,83                                  | 27,27            |
| Sciences & Éducation                              | 5,31                                   | 5,59             |
| Pensions                                          | 0,78                                   | 0,71             |
| Défense                                           | 4,77                                   | 4,79             |
| Coopération économique                            | 0,63                                   | 0,58             |
| (Assistance au développement officiel)            | 0,67                                   | 0,62             |
| Mesures d'aide aux petites entreprises            | 0,19                                   | 0,19             |
| Mesures liées à l'énergie                         | 0,86                                   | 0,84             |
| Pour la stabilité de l'offre alimentaire          | 0,87                                   | 1,16             |
| Fonds transféré à l'investissement industriel     | -                                      | -                |
| Fonds de réserves pour travaux publics            | -                                      | -                |
| Autres fonds de réserves                          | 1,39                                   | -                |
| Coût du service de la dette                       | 20,24                                  | 20,65            |
| Subventions aux collectivités locales             | 16,57                                  | 17,48            |
| Total des dépenses                                | 88,55 réelles estimées début 2010 :105 | 92,30            |
| Comptes général : Recettes (en milliards de yens) | AF 2009                                | AF 2010          |
| Revenus de l'imposition                           | 46,10                                  | 37,40            |
| Autres revenus                                    | 9,15                                   | 10,60            |
| Émissions de titres de dette                      | 33,29                                  | 44,30            |
| Total des recettes                                | 88,55                                  | 92,30            |

Le budget proposé prévu d'avril 2011 à mars 2012 est de 92 400 milliards de yens (825 milliards d'euros à cette date). De nouvelles obligations représentant plus de 40 % du montant total du budget sont prévus.
Le budget d'avril 2013 à mars 2014 est financé par l'émission de nouvelles obligations à 46,3 % et le remboursement de la dette représente 24 % des dépenses. La dette publique atteignant à 1 008 million de milliards de yens fin juin 2013 soit, selon le FMI, 245 % de son produit intérieur brut.
Le budget prévu d'avril 2015 à mars 2016 est de 96 340 milliards de yens (688 milliards d'euros en janvier 2015).
Le budget annoncé pour l'exercice 2019-2020 est de 101 500 milliards de yens (795,64 milliards d'euros), le plus important de l'histoire moderne du Japon, et voit une hausse de la TVA à 10 % hors exemptions pour certains produits restant à 8 %.
La crise économique liée à la pandémie de Covid-19 à fait grandement augmenter la dette japonaise.
Le budget annoncé pour l’exercice 2024 est de 112 100 milliards de yens (693 milliards d’euros valeur décembre 2023 et 654 milliards d'euros valeur en juin 2024 à la suite de la chute du yen du tiers de sa valeur par rapport au dollar entre 2021 et 2024). C’est la deuxième année consécutive qu’il est supérieur à 110 000 milliards de yens. Les recettes prévisionnelles sont de 69 600 milliards de yens. Le montant des obligations d’État devrait atteindre 1,1 million de milliards de yens d’ici à la fin de l’exercice 2024.

## Prélèvements obligatoires
Le taux de prélèvements obligatoires au Japon sont, depuis au moins les années 1960, bas par rapport à la moyenne des pays de l'Organisation de coopération et de développement économiques,.
- 1973 : 22,5 %
- 1975 : 20,9 %
- 1983 : 27,0 %
- 1985 : 27,4 %
- 1992 : 30,2 %
- 1995 : 26,8 %
- 2000 : 27,0 %
- 2005 : 27,4 %
- 2006 : 27,9 %[35]
- 2011 : 33,9 %[36]

## Actifs
Le Japon possède actuellement les deuxièmes réserves de change au monde. En mai 2009, celles-ci représentaient l'équivalent de 1 041 318 millions de dollars américains dont, en décembre 2009, 765,2 tonnes d'or, soit la 8e réserve institutionnelle du monde représentant 2,4 % de la valeur de ses réserves. En août 2011, alors que sa réserve d'or n'a pas bougé en masse, elle représente 3,3 % de ses réserves et se place désormais au 9e rang mondial.
Au 1er janvier 2010, les prêteurs japonais publics et privés détenaient entre autres 768,8 milliards de dollars de bons du Trésor américain (Treasury Bill, Treasury Note, Treasury Bond).